# Salvador Sinaí
Salvador Sinaí fue un actor que nació en Argentina y falleció en 1981.Se inició en el cine a fines de la década de 1930 y desde entonces participó como actor de reparto en varios filmes, especialmente con Olinda Bozán y Paulina Singerman, el último de los cuales fue La mujer desnuda (1955). 

## Filmografía
Actor
- La mujer desnuda (1955)
- Veraneo en Mar del Plata (1954)
- Mercado negro (1953)
- La vendedora de fantasías (1950)
- Deshojando margaritas (1946)
- Inspiración (1946)
- Soy un infeliz (1946)
- Celos (1946)
- La importancia de ser ladrón (1944)
- El fin de la noche (1944)
- Casa de muñecas (1943)
- Pasión imposible (1943)
- El sillón y la gran duquesa (1943)
- Ceniza al viento (1942)
- Elvira Fernández, vendedora de tienda (1942)
- Bruma en el Riachuelo (1942)
- En el último piso (1942)
- La casa de los millones (1942)
- Su primer baile (1942)
- Mamá Gloria (1941)
- Persona honrada se necesita (1941)
- El mejor papá del mundo (1941)
- La hora de las sorpresas (1941)
- Último refugio (1941)
- Caprichosa y millonaria (1940)
- Flecha de oro (1940)
- El susto que Pérez se llevó (1940)
- La canción que tú cantabas (1939)
- Los apuros de Claudina (1938)
- Busco un marido para mi mujer (1938)
- El último encuentro (1938)
- La estancia del gaucho Cruz (1938)